# سامسونگ ام۸۹۱۰
سامسونگ ام۸۹۱۰ یک‌نمونه از گوشی‌های تلفن همراه سری M شرکت سامسونگ می باشد که توسط همین شرکت به بازار عرضه شده‌است.